# 昭和医科大学
昭和医科大学（しょうわいかだいがく、英語: Showa Medical University）は、日本の私立大学。学校法人昭和医科大学によって運営されている。

## 概要
1928年（昭和3年）に上條秀介や鏑木忠正（初代品川区長）、石井吉五郎（日本病院会初代会長）らによって、前身となる昭和医学専門学校が設置された。1965年（昭和40年）より山梨県富士吉田市にキャンパスが設置され、1年次は4人部屋での全寮制を実施している。2006年度（平成18年度）より保健医療学部も1年次全寮制が導入されたため、新たな寮が建設されている。
校章は、ユリの花に「昭大」と書かれたものである。

## 沿革
- 1928年（昭和3年）：旧制昭和医学専門学校設置、附属病院が開院。
- 1929年（昭和4年）：1号病棟・伝染病棟が竣工。
- 1930年（昭和5年）：本校舎が竣工。
- 1931年（昭和6年）：附属産婆看護婦講習所を開設。
- 1932年（昭和7年）：白馬診療所が開設。
- 1934年（昭和9年）：2号病棟が竣工。
- 1935年（昭和10年）：結核病棟が竣工。
- 1938年（昭和13年）：外来診療棟が竣工。
- 1946年（昭和21年）：旧制昭和医科大学（大学予科3年・医学部4年の7年制）設置。大学予科を開設。
- 1951年（昭和26年）：財団法人から学校法人に運営組織変更。昭和医学専門学校と大学予科を廃止。昭和医科大学附属看護婦学校を開設。烏山病院が附属病院となる。
- 1952年（昭和27年）：新制昭和医科大学（6年制）が開校。2号館、上篠講堂竣工。
- 1953年（昭和28年）：秋田外科病院が附属病院となる。千曲川診療所栄病院の経営に参画。
- 1955年（昭和30年）：昭和医科大学を医学進学課程を含む6年制医科大学に組織変更。
- 1959年（昭和34年）：大学院医学研究科博士課程を設置 。
- 1964年（昭和39年）：昭和大学に改称。同時に学校法人昭和医科大学を学校法人昭和大学に改称、昭和医科大学病院を昭和大学病院に改名。薬学部薬学科開設、医学部附属高等看護学校を開設。
- 1965年（昭和40年）：富士吉田キャンパス設置。
- 1966年（昭和41年）：薬学部に生物薬学科を設置。
- 1967年（昭和42年）：大学4号館が竣工。
- 1968年（昭和43年）：十日市場校地に長津田総合運動場が完成。大学5号館、昭和大学病院新東病棟が竣工。
- 1969年（昭和44年）：大学院薬学研究科修士課程を設置。
- 1970年（昭和45年）：千曲病院の一切を地元佐久町に寄附。富士吉田校舎1号館、体育館竣工。大学1号館が竣工。
- 1972年（昭和47年）：富士吉田運動場が完成。昭和大学附属烏山病院高等看護学校を開設
- 1973年（昭和48年）：烏山病院高等看護学校第一看護学科（昼間・定時制）進学課程を開設
- 1974年（昭和49年）：大学院薬学研究科博士後期課程を開設。
- 1975年（昭和50年）：3号館、富士吉田合宿所昭岳舎が竣工。付属藤が丘病院が竣工、開院。烏山病院高等看護学校第二看護学科（夜間・定時制）進学課程を開設
- 1977年（昭和52年）：歯学部歯学科開設。歯学部附属病院（歯科病院）竣工、開院。
- 1978年（昭和53年）：医学部附属高等看護学校を医学部附属看護専門学校に改名。
- 1980年（昭和55年）：6号館が完成。昭和大学病院入院棟が竣工。
- 1982年（昭和57年）：豊洲病院を大学附属病院として整備して開院。7号館が竣工。藤が丘病院人工透析センター開院。
- 1983年（昭和58年）：大学院歯学研究科博士課程を設置。
- 1984年（昭和59年）：富士吉田校舎実習棟が竣工。藤が丘病院研究棟（C棟）竣工。
- 1987年（昭和62年）：昭和大学病院東棟竣工。
- 1990年（平成2年）：附属藤が丘リハビリテーション病院竣工、開院。
- 1991年（平成3年）：国際交流センター開設。9号館竣工。
- 1993年（平成5年）：附属烏山高等看護学校に看護学科設置。11号館竣工。
- 1994年（平成6年）：附属烏山高等看護学校を附属烏山看護専門学校に改名。昭和大学消化器内視鏡国際研修センター設置。
- 1995年（平成7年）：医学部附属看護専門学校の新校舎が竣工。大学10号館オープン。
- 1996年（平成8年）：附属烏山病院中央棟が竣工。附属秋田外科病院を閉院。昭和大学腫瘍分子生物学研究施設（現・腫瘍分子生物学研究所）設置。
- 1997年（平成9年）：昭和大学医療短期大学開学。昭和大学病院中央棟竣工。昭和大学資料室開設。
- 1998年（平成10年）：大学院薬学研究科を薬学専攻と医療薬学専攻に改組。
- 1999年（平成11年）：昭和大学病院中央棟II期工事竣工。昭和大学病院東棟を分離し、昭和大学病院附属東病院として新規開院。
- 2000年（平成12年）：情報処理センターを総合情報管理センターに改組。
- 2001年（平成13年）：昭和大学横浜市北部病院開院。昭和大学診療放射線専門学校開校。
- 2002年（平成14年）：昭和大学医療短期大学を改組して保健医療学部開設。附属烏山病院入院棟竣工。
- 2005年（平成17年）：昭和大学医療短期大学閉学。昭和大学附属烏山看護専門学校閉院。
- 2006年（平成18年）：教養部を富士吉田教育部に改組。豊洲クリニック開院。薬学教育6年制移行により、薬学部の薬学科・生物薬学科を薬学科に改組。大学院保健医療学研究科修士課程設置認可。
- 2011年（平成23年）：診療放射線専門学校廃止。大学院薬学研究科博士前期課程廃止。大学院薬学研究科博士後期課程募集停止。大学院薬学研究科博士課程設置届出。大学院保健医療学研究科課程変更認可（保健医療学専攻博士前期課程・博士後期課程）。臨床薬理研究所開設。
- 2012年（平成24年）：助産学専攻科開設。
- 2013年（平成25年）：発達障害医療研究所開設。
- 2014年（平成26年）：豊洲病院を廃止し、江東豊洲病院を開院。
- 2015年（平成27年）：スポーツ運動科学研究所開設。
- 2016年（平成28年）：歯科病院内科クリニック開院。
- 2023年（令和5年）：保健医療学部理学療法学科・作業療法学科募集停止し、リハビリテーション学科設置。
- 2025年（令和7年）：創立100周年記念事業として、昭和医科大学に改称（1946年（昭和21年）設置当時の名称に戻る）[1]。
- 2027年（令和9年）：創立100周年記念事業の一環として、保健医療学部に医療技術学科を新設し、診療放射線技術学専攻、臨床工学専攻、歯科衛生学専攻の3専攻を新設予定。また、神奈川県川崎市鷺沼に新キャンパスを整備する[2][3]。歯科衛生学専攻に関しては、神奈川県内で初の4年制大学（歯科衛生士専攻）となる。

## 教育研究組織

### 学部等
- 医学部
  - 医学科
- 歯学部
  - 歯学科
- 薬学部
  - 薬学科
- 保健医療学部
  - 看護学科
  - リハビリテーション学科
    - 理学療法学専攻
    - 作業療法学専攻
- 医学部附属看護専門学校

### 大学院
- 医学研究科
  - 医学専攻（博士課程）
- 歯学研究科
  - 歯学専攻（博士課程）
- 薬学研究科
  - 薬学専攻（博士課程）
- 保健医療学研究科
  - 保健医療学専攻

### 専攻科
- 助産学専攻科

## 施設

### キャンパス
- 旗の台キャンパス - 本部所在地

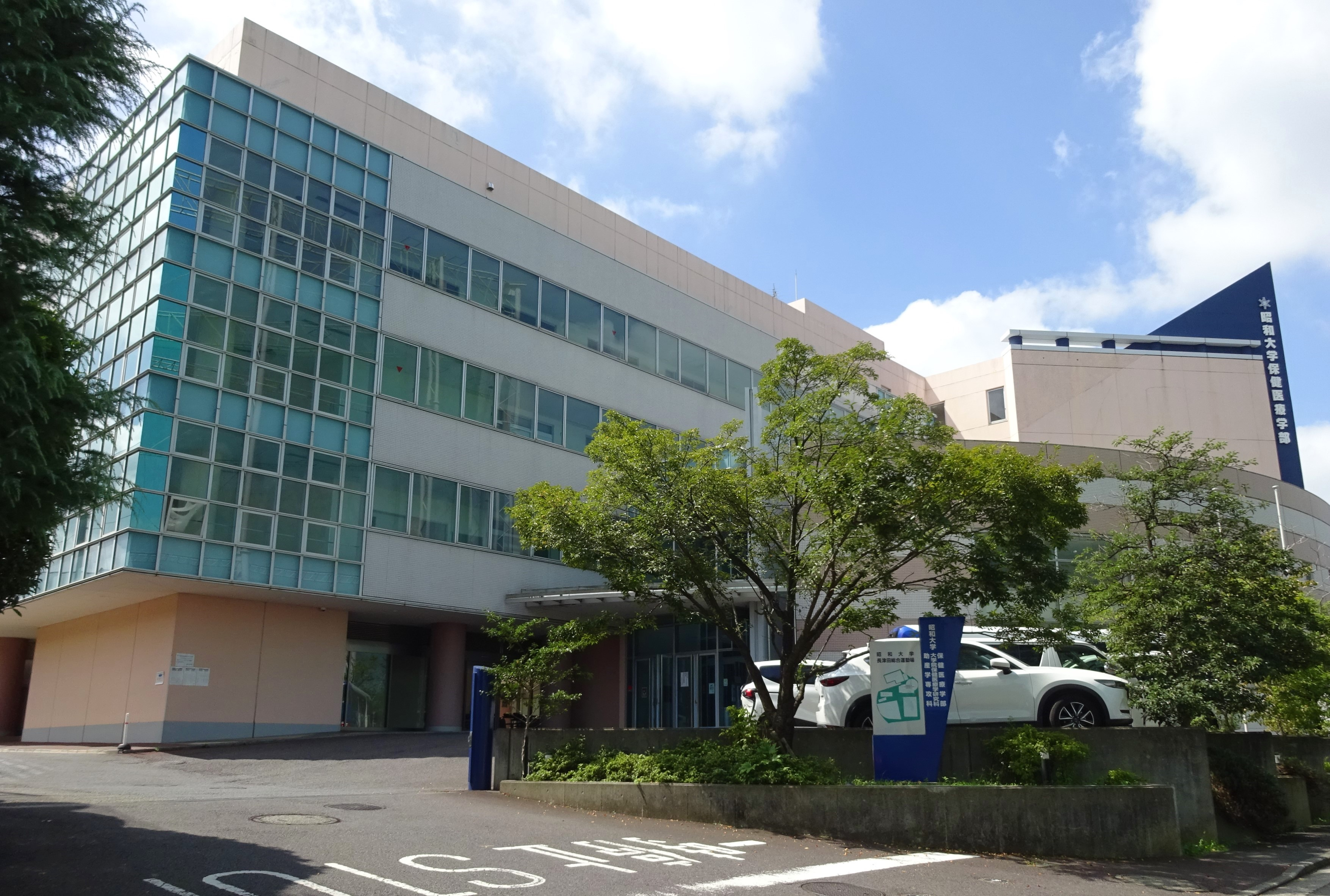
横浜キャンパス

  - 使用学部：医学部（2年次 - 6年次）、歯学部（2年次 - 4年次）、薬学部（2年次 - 6年次）
  - 使用研究科 - 医学研究科、歯学研究科、薬学研究科
- 富士吉田キャンパス 
  - 使用学部：医学部（1年次）、歯学部（1年次）、薬学部（1年次）、保険医療学部（1年次）
- 洗足キャンパス
  - 使用学部：歯学部（5年次 - 6年次）
- 横浜キャンパス
  - 使用学部：保健医療学部（2年次 - 4年次）
  - 使用研究科：保健医療研究科

## 研究・教育施設
- 昭和医科大学病院
- 昭和医科大学病院附属東病院
- 昭和医科大学江東豊洲病院
- 昭和医科大学烏山病院
- 昭和医科大学歯科病院
- 昭和医科大学横浜市北部病院
- 昭和医科大学藤が丘病院
- 昭和医科大学藤が丘リハビリテーション病院

## 対外関係

### 他大学との協定
- 東京都市大学：包括連携協定

### 産学官金連携
- 横浜銀行：包括連携協定（2024年9月26日締結）[4]。

## CM
2009年度（平成21年度）より、同学のイメージCMが放映されている。2010年（平成22年）4月からは、テレビ東京の『日経スペシャル ガイアの夜明け』のスポンサーにもなっている。TBSラジオでは2011年（平成23年）より番組スポンサーを始めていたが、2014年より朝7:00の時報スポンサーになっている。

## 不祥事
- 2018年（平成30年）、医学部の入学試験において、現役生と1浪生に限定して不正に加点していたことを認め、学長と医学部長が謝罪した[6]。また、補欠合格者を決める際には、昭和大学卒業生の子女らを優先的に合格させていたことも公表した[6]。（詳細は2018年に発覚した医学部不正入試問題の項目を参照のこと）。